# 강찬우
강찬우(姜燦佑, 1963년 11월 12일 ~ )는 대한민국의 법조인이다. 사법고시 28회를 통하여 검사로 임용되어 현재 대검찰청 반부패부장으로 재직했으며, 삼성 특검의 파견검사로 일했다. 2015년 12월 퇴임하고 변호사로 개업하였다.

## 경력
그는 대구지검 의성지청장, 대검 중앙수사3과장, 서울중앙지검 금융조세조사1부장, 대검찰청 공보관, 대검 공적자금비리 합동단속반장, 대검 미래기획단장, 대검 범죄정보기획관, 수원지검 1차장, 법무부 법무실장, 대검 반부패부장, 수원지검장 등을 거쳤다.
2020년 11월 국민의힘은 강찬우 전 수원지검장을 공수처장 후보로 추천했다.

## 면죄부 특검 주장
김용철은 2008년 4월 8일 "검찰의 불법로비와 관련해서는 특검이 깨끗하게 해명하고 종결해준다는 뜻을 세웠다"며, 이 사실을 특검의 한 검사에게 들었고, 이 검사는 대검찰청 미래기획단장으로 인사가 났다고 말했다. 해당 검사는 이에 대해 "사실과 비틀어서 이야기하고 있다"며 부인했다. 강찬우는 2008년 3월 16일자로 대검찰청 미래기획단장으로 발령났다.

## 주요 수사 사건
- 삼성 에버랜드 전환사채 저가 배정 사건
- BBK 주가 조작 사건
- 삼성 비자금 특검
- 노무현 대통령 수사 당시 대검찰청 범죄정보기획관
- 그랜저 검사 의혹 수사
- 유병언 전 세모그룹 회장 일가 비리사건